# くじびきアンバランス
『くじびきアンバランス』（KUJIBIKI UNBALANCE）は、漫画『げんしけん』の作中で劇中劇として登場する架空の漫画・アニメ。およびそれを元にして実際に製作された漫画・アニメ。略称は「くじアン」。
2度アニメ化されているが、ここでは先に劇中劇及びOVAとしてアニメ化されたものを第1期、単独の新作「くじびき♥アンバランス」を第2期と表記する。

## 概要

### 漫画『げんしけん』内の劇中劇
『くじびきアンバランス』は元々は漫画やアニメが好きな大学生のサークル活動を描いた漫画『げんしけん』（木尾士目作）において「少年誌にひとつはあるラブコメ」として登場する架空の漫画で『くじアン』の漫画を読んだり、アニメを見て熱く語り合ったり、コスプレをする様子などが描かれていた。当初はあくまで小道具に過ぎなかったものの、げんしけん単行本のカバー裏に細かい設定画や人物相関図、架空の雑誌記事などが描かれ、次第に存在感を増していった。
『げんしけん』作中では漫画雑誌『少年マガヅン』（巷談社）で好評連載中の「黒木優」作の学園物ラブコメ漫画で全26話（2クール）の予定でテレビアニメ化されるが台風のため1回中止となり最終回が放送されずDVDに収録されるのみとなっている。人気漫画であるため、登場人物による名場面や各キャラクターへの思いが語られている。『くじアン』を題材にした同人誌やゲームも登場し、高坂は格闘ゲームが得意、田中はフィギュアの制作、久我山や荻上は漫画、大野はコスプレとオタクとしてのキャラクター性を表現するのにも一役かっている。また、おまけページや表紙カバー裏などではそれらのパッケージや表紙などが描かれており、作品にリアリティを与えている。これらは元来は架空のものだったが、アニメ化されたりと実際に商品化されたものもある。なお、OVA化後は原作者は「木尾士目」の名義で明記されるようになったものの、『げんしけん』作中ではその後も「黒木優」の名義で通されている。
『げんしけん』では既存の作品のパロディが多数登場するが、『くじアン』は作者のオリジナルである。
『二代目』では回想を除きほぼ話題に上ることはないが、会長のポスターは現視研の部室に変わらず貼られている。
| 巻数 | 単行本発売時期 | 表紙カバー裏 / 《裏表紙キャラクター》                                                     | おまけページ / 『おまけ漫画』                                              |
| ---- | -------------- | ----------------------------------------------------------------------------------------- | -------------------------------------------------------------------------- |
| 1巻  | 2002年12月     | 架空のアニメ「くじびきアンバランス」の設定資料 - 《秋山時乃》                             | -                                                                          |
| 2巻  | 2003年6月      | 架空のくじアントレーディングカード - 《律子・キューベル・ケッテンクラート》               | 現視研会員の選ぶくじアン名場面集 - 『くじびきでポン』                      |
| 3巻  | 2003年12月     | 架空の同人ゲーム「アンバランスファイター」の技表 - 《如月香澄》                           | 架空の同人ゲーム「アンバランスファイター」のレビュー                       |
| 4巻  | 2004年6月      | - - 《橘いづみ》                                                                          | 架空のギャルゲー「くじびきアンバランス あなざぁ☆すとーりぃず」レビュー     |
| 5巻  | 2004年11月     | 架空のくじアン同人誌「いろはごっこ」表紙 - 《朝霧小牧》                                   | アニメ版のレビュー「私のくじアン名場面Returns」 - 『いろはごっこ』         |
| 6巻  | 2005年6月      | - - 《上石神井蓮子》                                                                      | 榎本忍フィギュア製作過程                                                   |
| 7巻  | 2005年12月     | 架空のくじアン同人誌「あなたのとなりに」表紙 - 《山田薫子》                               | 原作者による「くじびきアンバランス設定ラフ画あれこれ集」                   |
| 8巻  | 2006年8月      | アニメ版の設定資料（1巻のものは架空だったが、こちらはTV版の設定） - 《秋山時乃（第2期）》 | 「くじびき♥アンバランス設定ラフ画あれこれ集」第2期アニメ（TV版）の設定ラフ |
| 9巻  | 2006年12月     | - - 《律子・キューベル・ケッテンクラート（第2期）》                                       | -                                                                          |

※くじアンに関係の無い項目は空欄。

## 第1期

### あらすじ
今まで全く運から見放されていた「榎本千尋」は、この春に無事に立橋院高校に合格。だが、この学校、入学試験などの重要な行事を「くじびき」で解決しようとする一風変わった高校だった。
入学式のHR後、ふらりと立ち寄った図書館でとある少女に出会う。彼女の名前は「秋山時乃」。極度のキノコ好きで、「キノコ」という単語を耳にするだけで幸せになれるらしい。千尋は時乃に「キノコ、好き?」と無造作に詰め寄られて、千尋はその積極的な態度に時乃に一目惚れをする。
また立橋院高校は、1年間をかけて次期生徒会執行部を決めるという大きな行事がある。この行事は、くじびきで分かれたチームでライバル達と戦い、最後まで勝ち残ったチームが次期生徒会執行部に就任できるという壮大な行事だ。くじびきの運命に身を委ねるままに決まったチームには、自分は書記候補として、会長候補として同じチームに時乃の姿が会計候補「朝霧小牧」、副会長候補「橘いづみ」と共に、激しい戦いを繰り広げる千尋達。

### 登場人物
秋山時乃チーム
榎本 千尋（えのもと ちひろ）
声 - 今井由香
書記候補として時乃、小牧、いづみらとチームを組むことになる高校生で、この作品の主人公。メガネをかけた小柄な少年。入学式当日に図書館で出会った時乃に一目惚れ。以来、地道に努力を続けている。姉の榎本忍と2人暮らしで、家事を担当。
小説版において「げんしけん」を読んでいるような描写がある。
『げんしけん』単行本第1巻のカバー裏に書かれている『くじアン』設定を見る限り、彼の声は当初瀧本富士子をイメージしていたようだが、アニメ化に於いてこれは第2期に持ち越された。
秋山 時乃（あきやま ときの）
声 - 神田朱未
会長候補。黄色（オレンジ）の髪をしている。かなりの天然ボケで、大のキノコ好き。キノコを一口口にするとその場にあるキノコ全てを食べ尽してしまうという恐るべき悪癖の持ち主。巻が進むにつれ髪型が外骨格化してゆく。
キノコに関する異常な知識を除けばこれといった取り柄は無く、特に家事全般と歌唱力は壊滅的である。バトルでも基本的には足手まといだが、まれに思わぬ突破口を開くこともある。
千尋のことは「可愛い後輩」くらいにしか見ておらず、鏑木に思いを寄せている。
メインヒロインにあたる人物だが、げんしけん作中では存在感を律子などに食われている面もある。
彼女の声は当初堀江由衣をイメージしていたようだが、アニメ化に於いてこれは実現しなかった。
朝霧 小牧（あさぎり こまき）
声 - 田村ゆかり
会計候補。ピンク色の髪をしていて八重歯がチャームポイント。3人の弟と妹1人（小雪）の面倒を見つつ家事の一切を引き受ける苦労人。千尋の事が好きだが、千尋の時乃への思いを知って言い出せないでいる。常に首にマフラーを巻いており、我慢比べの時でも外さない。
橘 いづみ（たちばな いづみ）
声 - 甲斐田裕子
副会長候補。ゴーグルがトレードマーク。生粋のギャンブラーで、如月香澄の実家「如月組」では「四つ目の橘」の二つ名で麻雀の代打ちなどの仕事をしており、如月家の人間には顔が売れている。時乃の親友（設定では“それ以上の感情”も持っているらしい）。普段のボーイッシュで勝気な性格とは裏腹に、怪談やお化け屋敷が大の苦手。
彼女の声は林原めぐみを想定されていたが、実現しなかった。
現・生徒会
律子・キューベル・ケッテンクラート（りつこ・キューベル・ケッテンクラート）
声 - 千葉紗子
現・生徒会長。ドイツ人とのハーフで、千尋の2歳年上の幼馴染み。千尋の事が好きで、幼い頃に泣き虫を克服する事でお嫁さんになる約束をしていた。生徒会会長に代々受け継がれるヘルメットを常に着用している。ちなみに、千尋との回想シーンは原作漫画とアニメでは演出が異なっており、斑目はアニメ版を評価していない模様。
『げんしけん』世界に於いてメインヒロインの時乃以上に絶大な人気を誇るキャラクターで、彼女をモチーフにした同人誌も様々な同人作家によって作られ「コミフェス」会場内で頒布される様子が描かれている。金髪、コンパクトグラマラスな体型、幼馴染みという点だけでなく、ヘルメットまでも萌えポイントの一つになっているようだ。げんしけんの主人公・笹原完士が強い思い入れを持っているキャラクターで、後に彼女を主役に同人誌「いろはごっこ」を製作している（コミックス版『げんしけん』でその一部を見ることが出来るが、内容が完全なる18禁なために9割が黒塗りされ、メンバーにどん引きされている）。その後、彼女の結婚が描かれた際「俺の中のくじアンは終わった」と嘆いた。通称「会長」。
彼女の声は当初久川綾をイメージしていたようだが、アニメ化においてこれは実現しなかった。
如月 香澄（きさらぎ かすみ）
声 - 川澄綾子
現・副会長。「如月組」の一人娘で、任侠の世界で生きる。彼女にはアレッサンドロ・ベルルスコーニというイタリアマフィアの跡取りの婚約者がおり、卒業と同時に結婚する予定。人とのスキンシップが極端に苦手で、人に抱きつかれると失神する（唯一の例外は律子）。銘刀「斬雪（ざんせつ）」をいつも持ち歩いている。通称「副会長」。
リサ・ハンビー
声 - 植田佳奈
現・会計。アメリカ人。つぎはぎだらけの制服を着なければならないほどの赤貧生活を強いられており、小銭の音には敏感に反応する。金勘定が趣味。いじめられていた所を律子に助けられて以来、律子になついている。関西弁で話す。
上石神井蓮子チーム
上石神井 蓮子（かみしゃくじい れんこ）
声 - 大谷育江
会長候補。時乃とは幼稚園の頃からの付き合いで、上石神井は時乃を一方的にライバル視しているが、彼女からは全く相手にされていない。恐るべき記憶力と速読力の持ち主だが、それは3分間しか持続しないためあまり役には立っていない。
山田 薫子（やまだ かおるこ）
声 - 後藤邑子
書記候補。千尋のクラスメイトで、上石神井蓮子のチームに属している。性格は内気だがものすごいナイスバディの持ち主で、その隠し切れないフェロモンが上石神井をいらつかせる原因になっている。そのため、上石神井からはしょっちゅうどつかれているが、それに対し嫌な顔ひとつ見せない。実はやおい趣味を持つ腐女子であり、「コミフェス」では壁際大手サークルを運営。
鈴木 憲二（すずき けんじ）
声 - 加藤奈々絵
上石神井蓮子チームの一人。ちっさい方。
鈴木 健司（すずき けんじ）
声 - 山口太郎
上石神井蓮子チームの一人。でっかい方。蓮子は二人をまとめて「だぶけん」と呼ぶ。
先生
榎本 忍（えのもと しのぶ）
声 - 桃井はるこ
千尋の姉で、立橋院高校の数学教師。学校で眼鏡をしている時は天然ドジっ娘の聖職者だが、帰宅して眼鏡を外すと一転してぐうたらでだらしない、粗暴で酒飲みな「女王様」に変貌する。特にどちらが本性というわけでもなく、その原因は弟の千尋はおろか本人にすら分かっていない。鏑木に思いを寄せる。
彼女の声は当初小桜エツ子をイメージしていたようだが、アニメ化に於いてこれは実現しなかった。
鏑木 有也（かぶらき ゆうや）
声 - 井上和彦
千尋のクラス担任の生物教師。ぶっきらぼうな性格で誤解されやすいが、教職にかける熱意は本物。過去のトラウマから女性とは打ち解けないが、時乃と忍の二人から想いを寄せられている。
アイラワティ・チャカワルティー
立橋院高校保健医。浅黒い肌で神秘的な目をしていて無口。セリフは一切無い。千尋曰く「謎のインド人」。生徒会の椅子をめぐる戦いは熾烈を極めるため、保健室に運ばれてくる生徒は多く、多忙な日々を送っている。謎の多い人物だが、腕は確か。
その他
六原 麦男（ろくはら むぎお）
声 - 鈴村健一
千尋の親友。千尋曰く「マイペース大王」。浅黒い肌をしており端正な容姿で意外とモテる。
朝霧 小雪（あさぎり こゆき）
声 - こやまきみこ
小牧の妹。千尋の事を「めがねのおにーちゃん」と慕っている。5歳だがしっかりしている。
へるなんです
如月家の用心棒をしているスキンヘッドでヒゲを生やした巨漢。外国人で日本語はあまり上手じゃない。『如月家の爆雷』の異名を持ち、業界内で恐れられているが、いづみと同様に怪談やお化け屋敷が大の苦手。OVAではオープニングのみの登場。
フランシスカ・リーゲンシィルム・ヘッツァー
黒尽くめで天気のいい日でも傘をさしている謎の女。小説版のオリジナルキャラクター。
アレックス
声 - 森田成一
紫の髪をした小柄で身軽な男。香澄の婚約者。如月組と親密な関係を持つイタリアマフィアの跡取り。子どもに見えるが年齢不詳。
食いタンの豹（くいタンのひょう）
声 - 中田譲治
パンチパーマのギャンブラー。いづみを唯一負かしたことのある男。懐かしのビッ○リマンチョコのシールを集めている。その筋の人であるかどうかは不明。
硬派チーム
石田（いしだ）
声 - 中田譲治
硬派再興のために戦う今時珍しい日本男児。富士山麓の樹海でサバイバルゲームで対決する。
宇喜多（うきた）
声 - 野島裕史
硬派チームの一人。坊主頭で小柄な青年。
島（しま）
声 - 川原慶久
硬派チームの一人。石田に絶大の信頼を寄せる。
小早川（こばやかわ）
声 - 新垣樽助
硬派チームの一人。他のメンバーと共に時乃チームに寝返る。
脇坂（わきさか）
声 - 大畑伸太郎
硬派チームの一人。
小川（おがわ）
声 - 加藤将之
硬派チームの一人。ヒゲを生やしたガタイのいい青年。
玻瑠麻緒梨チーム
玻瑠 麻緒梨（はる まおり）
声 - 渡辺明乃
魔法使いの少女。黄色い髪を三つ編みにしている。箒に乗って空を飛ぶ。関西弁で話す。
名前の元ネタはハーマイオニー・グレンジャー。
蚊緒梨（かおり）
声 - 門脇舞
師緒梨（しおり）
声 - 鈴木菜穂子
砂緒梨（さおり）
声 - 石毛佐和

### サブタイトル
実際にOVAとして制作されたのは太字表記の第1話、第21話、第25話の合計3話のみだが、予告編とげんしけん4巻、5巻から以下のサブタイトルが判明している。
- 第1話「出会いはアンバランス」
- 第2話「疾風怒涛!立橋院高校生徒会執行部」
- 第3話「運も実力のうち!?」
- 第4話「How high the moon」
- 第5話「ごめんね赤ちゃん」
- 第6話「七人いる!?」
- 第7話「きょうふのほうしゅう」
- 第8話「Hでつつましい問題集」
- 第9話「ドキッ☆クラゲだらけのアルバイト大作戦」
- 第10話「衝突!」
- 第11話「運も実力のうち!?returns」
- 第12話「踊る! くじびき歌合戦」
- 第13話「『金魚の福音』」

- 第14話「体調の悪い宇宙人」
- 第15話「ピンチ!!テンパったらフリこんだ!そしてハコ」
- 第16話「渚のクリスティーヌ」
- 第17話「老婆の入れ知恵」
- 第18話「現役対組織暴力」
- 第19話「嵐で一晩中」
- 第20話「十八禁天国」
- 第21話「大総集編」
- 第22話「ピアニシモ……」
- 第23話「俺の旗」
- 第24話「チョコバトル!告って告られて」
- 第25話「くじびきよ、永遠（とわ）に」
- 第26話「くじびきアンバランス」

### アニメ（第1期）
『げんしけん』が2004年10月から12月にアニメ化されたことに伴い、『くじアン』も劇中劇としてアニメ化され、げんしけんの面々がテレビで『くじアン』を見ているシーンが放送された。キャタクター原案は八雲剣豪が担当し、木尾士目がげんしけんで描いていたものをベースにしつつも頭身が下げられた。劇中劇以外にも『げんしけん』のDVD-BOX1 - 3の特典として設定上の1話・21話・25話が製作された。
放送に先駆け2004年7月から放送された『ラジオげんしけん』にてラジオドラマを放送（→詳細はラジオドラマCDの項を参照）。
2004年12月よりアニメ版の製作スタッフである横手美智子とゆかいな仲間たち著、八雲剣豪イラストで小説も出版された。フィギュアが発売されたり、げんしけんDVDの全巻購入特典としてキャラクターが3人だけ使えるWindows用対戦格闘ゲーム「アンバランスファイターβ版?」が延期をくりかえしつつもプレゼントされた。

#### スタッフ
- 監督 - 池端隆史
- シリーズ構成・脚本 - 横手美智子、水島努
- キャラクター原案 - 八雲剣豪
- キャラクターデザイン・総作画監督 - 大河原晴男
- 美術監督 - 奥井伸
- 音響監督 - 明田川仁
- 音楽 - 村田新三
- アニメーション制作 - パルムスタジオ
- プロデュース・製作 - ジェンコ

#### 主題歌
オープニング主題歌「くじびきアンバランス」
作詞・作曲 - 桃井はるこ / 編曲 - 小池雅也 / 歌・演奏 - UNDER17
エンディング主題歌「かがやきサイリューム」
作詞・作曲 - 桃井はるこ / 編曲 - 小池雅也 / 歌・演奏 - UNDER17

#### OVA
2004年12月22日から2005年4月22日に発売されたげんしけんDVD-BOXの特典DVD（レンタルはされず）。2005年12月28日から30日に年末の特別番組「くじびきアンバランス」としてキッズステーションで全3話を放送。
| 放送地域 | 放送局             | 放送期間                  | 放送日時                        | 備考         |
| -------- | ------------------ | ------------------------- | ------------------------------- | ------------ |
| 日本全域 | キッズステーション | 2005年12月28日 - 12月30日 | 水曜 - 金曜 27時30分 - 28時00分 | リピートあり |

### ラジオドラマCD
ラジオ大阪で2004年7月4日から12月26日に放送された「桃井はるこの現代視覚文化研究会・略してラジオげんしけん」内でオンエアされたラジオドラマを纏めたCD。ランティスより発売。
くじびきアンバランス ドラマアルバムvol.1（2004年11月3日発売）
- 第1回「出会いはアンバランス」
- 第2回「あるこーるラプソディ」
- 第3回「サヴァイバル」
- 第4回「闇のヘルメット（前）」
- 第5回「闇のヘルメット（後）」

- 第6回「ショートコント」
- 第7回「幼馴染み」
- 第8回「さよならプロレス」
- 第9回「副会長・斬」
- 第10回「さ・異臭兵器彼女」

くじびきアンバランス ドラマアルバムVol.2（2005年1月26日発売）
- 第11回「続・香澄スペシャル!」
- 第12回「学校の怪談」
- 第13回「アニメ制作のススメ」
- 第14回「忍先生のドキドキ授業」
- 第15回「蓮子たんの真実」
- 第16回「いづみの麻雀盲牌記」
- 第17回「マフラーの真実」
- 第18回「会長の一番長い日（前編）」

- 第19回「会長の一番長い日（後編）」
- 第20回「思いっくそ生電話」
- 第21回「百合の妄想」
- 第22回「キノコしりとり」
- 第23回「蓮子たんの冒険」
- 第24回「絵の無い絵本」
- 第25回「ぐらんぐらんブルー」

『くじびきアンバランス』オリジナルサウンドトラック『Chatter Lips』（2004年12月22日発売）
アニメ版のBGMを収録したサントラCD、未放送のラジオドラマ「最後の手紙」収録。

### 小説（第1期）
メディアファクトリーのMF文庫Jより発売されたくじアンの小説。著者はアニメ版の脚本を担当した横手美智子、水島努、雪崎密林、花村こけしの4人。カバー・口絵は八雲剣豪。本文の挿絵はアニメーターの窪敏が担当。ドタバタメインだったOVAでは分かりにくかった各キャラクターの複雑な恋愛模様が描写されている。
くじびきアンバランス （2004年12月31日発売）ISBN 4-8401-1177-4
- 一籤目 －happy fortune－
この春、立橋院高校に入学した榎本千尋は生徒会トーナメントで秋山時乃、橘いづみ、朝霧小牧とチームを組むことになる。練習試合の対戦相手に当たったのは時乃のどんぐり山幼稚園の知り合い、上石神井蓮子のチームだった。OVA第1話のノベライズ。
- 二籤目 －In my life－
ソフトボール対決にて千尋のミスで右手を怪我してしまった小牧。責任を感じた千尋は多くの家族を抱える小牧の家事を手伝うことを決心する。優しい千尋に次第に惹かれていく小牧だった。
- 三籤目 －a ferris wheel－
キノコ好きの時乃と近づくために、千尋は一学期最後のイベント、遠足のキノコ狩りツアーに参加する。しかし、そこには小牧といづみの姿もあった。一行はそれぞれの思惑を胸にキノコ狩りへと出発する。

くじびきアンバランス（2） （2005年2月28日発売）ISBN 4-8401-1222-3
- 四籤目 －rain fall－
秋の学園祭が迫る立橋院高校。生徒会室では今日も3人の役員が事務に追われていた。生徒会副会長を務める如月香澄はふと一年前に自分と律子、リサの3人がトーナメントで戦っていた時のことを思い出していた。
- 五籤目 －childhood friend－
今日は立橋院の文化祭。超一流の展示物や企業の出展もあり3万人もの来客で沸き返っていた。会長の律子はリサの奨めでお忍びで文化祭を見て回っている中、かつて約束を交わした幼馴染の千尋と出会う。
- 六籤目 －dignified girl－
最高のセキュリティを誇る立橋院高校が襲撃され、「暫定生徒会」を名乗るテロリストに乗っ取られてしまった。会長と副会長が行方不明になる中、一人生徒会室に撤退したリサは籠城戦を繰り広げていた。
- 七籤目 －snow flake－
12月。定期テストを控えた立橋院高校。秋山時乃は今までに無い胸の高鳴りを覚えていた。しかし、そんな時乃の様子は傍からは奇行にしか映らなかった。「ラリパッパ。ラリパッパ。ラリパッパ。」時乃のお花畑な思考が堪能できる一本。

くじびきアンバランス（3） （2005年12月31日発売）ISBN 4-8401-1287-8
- 八籤目 －Gambler's pride－
如月組で代打ちを務める橘いづみは別名「四つ目の橘」の異名を持つ凄腕雀士。彼女の父親もまた代打ちだったのだが、四年前に失踪したため、代わりにいづみが如月組に厄介になっていたのだった。そんなある日、いづみは失踪したはずの父を見かける。慌てて追いかけるいづみだった。
- 九籤目 －Melting away－
二月。立橋院高校ではトーナメント敗者復活イベントの「節分」が行われる。そして今回の「鬼」に選ばれたのは他でも無い秋山時乃組であった。
- 十籤目 －Unbalance heart－
最終トーナメントを目前に控えているのに、時乃のチームの4人は気持ちがすれ違ったままだった。OVA第25話のノベライズ。

## 第2期
便宜上「第2期」と呼ばれているが、OVA版の続編ではなく、設定を一新した新生『くじびき♥アンバランス』。ストーリーも、千尋や時乃が立橋院に入学するところからスタートしている。

### あらすじ
全てが「くじびき」によって決定する立橋院学園は、類稀なる強運の持ち主ばかりが集う超名門校であり、政界、財界、芸能界などあらゆる分野に優秀な人材を輩出し続けていた。学園生徒会の権力は小規模な国家に匹敵するほどとも言われ、中でも現行組織は「指導力・決断力・人気」他全てに置いて歴代最強と称えられていた。
そんな立橋院に、不幸体質を絵に描いたような生徒、榎本千尋が合格してしまう。驚く千尋であったが、続く登校初日のくじびきで「次期生徒会会長候補」という大役まで引き当ててしまう。だが、彼が実際に生徒会の地位に立つためには、他の候補（副会長・書記・会計各1名）と共に見習いとして、現生徒会から与えられる指令を1年に渡ってこなし続けねばならない。その途上、もし一度でも失敗すれば、連帯責任を問われ候補生全員退学となってしまう。

### 主要登場人物
榎本 千尋
声 - 瀧本富士子
立橋院学園高等部1年。次期生徒会長候補。
これまでの人生は、幼馴染の時乃に運を吸い取られているかのように超不運続き。5年前両親を交通事故で亡くしており、一軒家に姉と2人暮らしをしている。姉とは対照的に冷静で、特技は家事全般。
第2期では、髪型と一人称（「僕」から「俺」）が変更されている。
秋山 時乃
声 - 野中藍
立橋院学園高等部1年。次期生徒会副会長候補。
千尋の幼なじみで、彼に好意を寄せている。運は生まれつき強く、不運な目には遭ったことがない。常に勘でこの世を渡ってきた。根拠のない自信と天真爛漫さの持ち主。
第1期から外見や学年が変更されたり、キノコ好きの設定やニーソックスが削除（コミック版では復活）されている。
アニメ版では最終的に彼女が一歩退いたために千尋と律子が良い感じになったが、漫画版では退かずにもう一人のヒロインを演じきった。これは木尾・小梅両者の意見。
律子・キューベル・ケッテンクラート
声 - 小清水亜美
立橋院学園高等部2年。現生徒会会長。
愛称は、りっちゃん。学園史上最強のくじ運と頭脳を誇り、歴代最優秀と言われる指導力とカリスマ性の持ち主。父はドイツ人で大企業のCEO、母は日本人。千尋と時乃とは幼なじみで、千尋に好意を寄せている。ペットにニワトリのピーちゃんを飼っている。とら屋やおざさのものなど、羊羹が大好物。制服はスーツ風で厳格な性格、寡黙で無表情といった生徒会長としての一面を持つ一方、プライベートでは千尋らの幼馴染みとして、若干物腰が柔らかくなる。結婚の予定があったが、後に無期延期し、千尋らの就任直前にドイツに留学した。
多くのキャラクターの設定が第1期から変更されたが、それほど容姿・性格に変化が見られない希少な人物である。
上石神井 蓮子
声 - 西原久美子
立橋院学園高等部1年。次期生徒会書記候補。
身長は低く、性格は高飛車で生意気。唯我独尊にして相応の頭脳を持つマッド・サイエンティストで、山田薫子との関係は主従のそれに近い。マッド・サイエンティストにふさわしく、日頃から畳張りの自室にこもり、山田と共に怪しげなメカや薬を作り出している。
実は富豪の令嬢で、親の前では非常に物静かで礼儀正しい。学校でのふるまいと相反しているのは、家庭環境からの反動である。
髪が短めになった事を除き第1期との相違点はほとんど見られないが、前作ではサブキャラであったのに対し、本作では準主人公格となった。
山田 薫子
声 - 後藤邑子
立橋院学園高等部1年。
おおよそ常に上石神井蓮子と行動を共にする、蓮子の秘書兼実験体。眼鏡をかけ、黒く長い髪に赤いカチューシャをつけている。柔和な口調に声優の演技も相まって、のほほんとしたキャラクターを持つが、しばしば痛烈な一言を発する。蓮子の作り出したメカにパーツとして組み込まれることも多いが、改造されることを喜びと感じている節が見受けられる。アニメ第5話では首から上だけの状態にまでなったが、あくまでも人間である。演歌が得意。
第1期と声優は同じで、設定の主な相違点は髪型、蓮子とは逆にロングヘアに変更された。
朝霧 小雪
声 - こじまかずこ
立橋院学園小学部。次期生徒会会計候補。
極度の人見知りで一見引っ込み思案だが、内面は努力家。実家は蕎麦屋で、学生相手のそば屋「梅屋」を営んでいる。偶然会計のくじを拾ってしまい、小学部にもかかわらず候補になってしまう。千尋を兄の様に慕い、「お兄ちゃん」と呼んでいる。
第1期との最大の違いは、超能力（念力、念写、テレポーテーション等）が使える点で、他に年齢と髪の色が変更されている。普段は能力を使いたがらないが、仲間がピンチに陥った時や、怒りを感じると無意識に発動させてしまう。が、後にはその不確定要素を克服した。
如月 香澄
声 - ゆかな
立橋院学園高等部2年。現生徒会副会長。
物腰やわらかく、大和撫子のたたずまいで、学園の隠れた人気ナンバー1。霊剣「新月」を携えており、デコピン1発でロボットを撃破するほどの驚異的な怪力の持ち主。生徒会の仕事には時として冷徹に見えるほど泰然自若に取り組んでおり、その態度は現生徒会に対しても然りである。律子とは就任以来の確執があった。家では神社で巫女を務め、退魔士としての仕事も請け負う。蓮子曰く「変態」。このキャラクター設定が第2期で詳しく語られることはなかった。
コミック版ではあるトラブルから千尋への恋に目覚めてしまい彼を殺そうとした（自身が男性に興味が無かったため）。
今期では、実家の設定等が削除された。
リサ・ハンビー
声 - 高木礼子
立橋院学園高等部2年。現生徒会会計。
気さくで面倒見がよく、陽気な性格。貧乏性であり、実際の暮らしも相応のものとなっている。お古と見られる色あせた制服と、スカートに大きなつぎはぎがあるのが特徴。祭りの香具師をして生計を立てている。
第1期同様関西弁で話すが、髪型はツインテールに変更された。
榎本 忍
声 - 笹本優子
千尋の姉。立橋院学園高等部の教諭をしており、担当教科は数学。
弟である千尋よりも背が低い。ブラコンを通り越して千尋LOVEの境地に達している様子。元・レディースの総長で、その事がバレるのを恐れている。当時の腕は健在。愛車はR30スカイライン。日頃から千尋に甘えようと画策するが、結果として暴走することが多い。
千尋にぞっこんであるという設定以外、目立った変更は見られない。
橘 いづみ
声 - 中尾衣里
時乃と同じクラスの女子で、学園の特殊部隊であるR3S (Rikkyouin Special Security Service) に所属。甘い物が大好物。
立橋院へ送り込まれたスパイであったため如月に殺されかけるが、時乃の仲介により和解。事件をきっかけに時乃の親友となり、副会長に就任した彼女のボディガードも務めることとなる。
第1期と比較して、外見や性格に大きな変化が見られる。
朝霧 小牧
声 - 倉田雅世
小雪の姉で、立橋院学園近くの蕎麦屋「梅屋」店主でもある。最近太ってきたのが悩み。
瓶底メガネをかけた普段の装いから中年と思われがちだが、千尋達と同じ年齢である。
梅屋の店主は仮の姿で、実際は立橋院直属の隠密。朝霧家現当主を務め、マフラーを武器に闘う。戦闘時の服装は露出度が高い。アニメでは学園に通っている様子は無かったが漫画版では「立橋院の高校1年」として学生証を見せるシーンがある。
時乃同様、第1期からの変更点が顕著なキャラクターで、いづみと同じくサブキャラクター扱いである。
六原 麦男
声 - 浅沼晋太郎
立橋院学園高等部1年で、千尋の親友。落ち込んだ千尋や小雪をさりげなくフォローする。浅黒い肌で無口、長身。
後に、会長となった千尋の秘書を務める。
第1期からの変更点は見られない。
鏑木 有也
声 - 川田紳司
立橋院学園の教諭で、 科学担当。怪しげな薬品を開発している。
寮に住む独身。普段は冴えない風貌だが、メガネを取ると美形。
第1期とは外見や性格が大きく異なっている。忍に恋してしまうという設定ではあるが、アニメ版ではそのような描写は見られず、彼自身の登場回数も少ない。
アレックス
立橋院学園に住んでいる野良犬。現生徒会書記。捨てられていた書記のくじを拾った。

### コミック
木尾士目原作、小梅けいと作画。月刊アフタヌーン（講談社）にて2006年11月号（2006年9月25日発売）から2008年2月号（2007年12月25日発売）まで連載。第1回はアニメ版に先行して発表されたが、第2回以降はアニメ版の展開を追いかける形になっている。内容はアニメ版に近いが、画風はやや異なる。アニメでは採用されなかった蓮子のネコミミなど漫画だけの要素も盛り込まれている。くじびきでの任務決め（アニメには未登場）の描写も描かれる。
- くじびき♥アンバランス 1巻 2007年4月23日発売[2] ISBN 978-4-06-314450-5
  - 小梅による番外編のおまけマンガ、八雲剣豪による各キャラクターのイラスト、木尾による各話解説と描き下ろしおまけマンガ『くじびき♥げんしけん』も収録。
- くじびき♥アンバランス 2巻 （完結） 2007年12月28日発売[3] ISBN 978-4-06-314483-3
  - 木尾による各話解説と描き下ろしおまけマンガ『くじびき♥げんしけん』、小梅によるあとがきも収録。

### アニメ（第2期）
2006年9月25日発売の『月刊アフタヌーン』11月号より木尾士目がネーム、小梅けいとが作画で漫画版の連載開始。2006年10月から12月にかけてテレビアニメが放送された。『くじアン』が単独でテレビアニメ化されたのはこの2006年版が初めてだが、設定が以前のものから大幅に変更されており、『げんしけん』単行本8巻でこの新しい方を「第2期」と呼んだことから、以前のものは「第1期」と呼ばれるようになった。第2期は『新生くじアン』、ロゴタイプにハートマークが入っていることから『くじびき（はあと）アンバランス』と呼ばれることもある。
第2期の次回予告は、『げんしけん』の登場キャラクターが第1期と比較しながら行っておりそのクレジットも表示されている。アニメの『げんしけん』では未登場だった荻上千佳は声のみではあるがこの次回予告で初登場となった。
第2期の小説が2006年11月22日に、PlayStation 2用のゲームとして「くじびきアンバランス 会長お願いすま〜っしゅファイト☆」が2007年1月25日に発売された。

#### スタッフ
- 原作 - 木尾士目
- 監督 - 水島努
- シリーズ構成 - 横手美智子
- キャラクター原案 - 木尾士目、八雲剣豪
- キャラクターデザイン&総作画監督 - 柳田義明
- プロップデザイン - 大畑晃一、宮脇謙史
- 美術監督 - 奥井伸
- 色彩設計 - 一瀬美代子
- 撮影監督 - 佐々木和宏
- 音楽 - 長谷川智樹
- 音楽制作 - ランティス
- 音響監督 - 明田川仁
- プロデューサー - 伊平崇耶、坂本直紀、塚本浩司、松山竜一郎
- プロデュース - ジェンコ
- 制作 - 亜細亜堂
- 製作 - 立橋院学園生徒会（メディアファクトリー、東芝エンタテインメント、キッズステーション、コミックとらのあな、ジェンコ）

#### 主題歌
オープニングテーマ「あい」
歌・作詞・作曲 - アツミサオリ / 編曲 - 後藤康二
エンディングテーマ「Harmonies*」
作詞 - こだまさおり / 作曲 - 菊谷知樹 / 編曲 - 宅見将典 / 歌 - 時乃&律子（野中藍&小清水亜美）
- エンディングで流れる風景には、その時の話の展開に沿う形で登場人物等が描かれている。

#### 各話リスト
| 話数     | サブタイトル                        | 脚本            | 絵コンテ | 演出         | 作画監督                                     | 次回予告ナレーター   |
| -------- | ----------------------------------- | --------------- | -------- | ------------ | -------------------------------------------- | -------------------- |
| 1くじ目  | みんな、がっこうでおどろく。7点     | 横手美智子      | 水島努   | 水島努       | 柳田義明                                     | 斑目・荻上           |
| 2くじ目  | やくそくをまもれないとだめだ。2点   | 浜崎達也        | 望月智充 | 根岸宏樹     | 藤森雅也                                     | 笹原・久我山         |
| 3くじ目  | きょうだいがたいへんだ。6点         | 雪崎密林        | 木村哲   | 嵯峨敏       | 山本正文                                     | 春日部・大野・荻上   |
| 4くじ目  | にちようびにあそぼうか。5点         | 花村こけし      | 木村哲   | 根岸宏樹     | 藤森雅也                                     | 笹原・高坂           |
| 5くじ目  | ともだちがかわるかもしれない。1点   | 横手美智子      | 福冨博   | 岡英和       | 中島裕一                                     | 田中・朽木           |
| 6くじ目  | ぜったい、ないしょにしておこう。8点 | 浜崎達也        | 駒田洋   | 山内東生雄   | 山本正文                                     | 斑目・春日部         |
| 7くじ目  | えらいひとのはなしをきく。4点       | 木尾士目        | 八谷賢一 | 松本マサユキ | 星野尾高広 JUN JONG-MIN                      | 久我山・高坂・春日部 |
| 8くじ目  | むかしのことをわすれている。7点     | 雪崎密林        | 藤本義孝 | 鈴木薫       | 田島直                                       | 荻上・笹原・大野     |
| 9くじ目  | はなびがきれいにみえた。5点         | 水島努 門田祐一 | 岡英和   | 岡英和       | 中島裕一                                     | 朽木・久我山         |
| 10くじ目 | さがしても、そこにはない。3点       | 浜崎達也        | 藤本義孝 | 山内東生雄   | 山本正文                                     | 斑目・高坂           |
| 11くじ目 | くらいところでつまずく。0点         | 横手美智子      | 八谷賢一 | 小川浩司     | 大隈孝晴 山元浩                              | 春日部・笹原・荻上   |
| 12くじ目 | ゆめをかなえてみよう。9点           | 横手美智子      | 水島努   | 水島努       | 中島裕一 西岡夕樹 浅野文彰 藤森雅也 柳田義明 | -                    |

サブタイトルは全て、駄菓子屋などで販売されている点取占いがもとになっている。

#### 放送局
| 放送地域 | 放送局             | 放送期間                  | 放送日時           | 放送系列       | 備考             |
| -------- | ------------------ | ------------------------- | ------------------ | -------------- | ---------------- |
| 日本全域 | キッズステーション | 2006年10月6日 - 12月22日  | 金曜 24:00 - 24:30 | CS放送         | リピート放送あり |
| 神奈川県 | tvk                | 2006年10月7日 - 12月23日  | 土曜 26:30 - 27:00 | 独立UHF局      |                  |
| 埼玉県   | テレ玉             | 2006年10月10日 - 12月26日 | 火曜 26:00 - 26:30 | 独立UHF局      |                  |
| 千葉県   | チバテレビ         | 2006年10月11日 - 12月27日 | 水曜 26:00 - 26:30 | 独立UHF局      |                  |
| 愛知県   | テレビ愛知         | 2006年10月11日 - 12月27日 | 水曜 26:28 - 26:58 | テレビ東京系列 |                  |
| 東京都   | TOKYO MX           | 2006年10月12日 - 12月28日 | 木曜 25:30 - 26:00 | 独立UHF局      |                  |
| 京都府   | KBS京都            | 2006年10月12日 - 12月28日 | 木曜 25:30 - 26:00 | 独立UHF局      |                  |
| 兵庫県   | サンテレビ         | 2006年10月12日 - 12月28日 | 木曜 26:05 - 26:35 | 独立UHF局      |                  |

### 小説（第2期）
第1期の小説と同様にメディアファクトリーよりMF文庫Jレーベルで発売。著者は浜崎達也、1巻の表紙イラストは漫画版を描いている小梅けいと、2巻の表紙イラストは八雲剣豪。口絵イラストはテレビアニメ版のキャラクターデザイン担当の柳田義明、本文イラストはテレビアニメ版のアニメーターであるあおのゆか（青野祐果）。
1巻は全5章でテレビアニメ版の第1、2、4、5話の内容に準じた1 - 4章と小説オリジナルの番外編からなっている。番外編は夏休みに千尋らが如月神社で催されるお祭りに行くというエピソードで、アニメ版では一瞬しか触れられなかったリサ・ハンビーの香具師としての様子なども描かれている。2巻はテレビアニメ版の7、8、10、11、12話の内容に準じている。基本的にアニメ版の脚本に忠実にしつつ、キャラクターの内面を掘り下げた内容となっている。
- くじびき♥アンバランス（1）末吉編（2006年11月22日発売）ISBN 4-8401-1744-6
  - 1くじ目 みんな、がっこうでおどろく。7点
  - 2くじ目 やくそくをまもれないとだめだ。2点
  - 3くじ目 にちようびにあそぼうか。5点
  - 4くじ目 ともだちがかわるかもしれない。1点
  - 番外編 ひみつのやくそくをする。4点
- くじびき♥アンバランス（2）大吉編（2007年1月発売）ISBN 4-8401-1786-1
  - 1くじ目 えらいひとのはなしをきく。4点
  - 2くじ目 むかしのことをわすれている。7点
  - 3くじ目 さがしても、そこにはない。3点
  - 4くじ目 くらいところでつまづく。0点
  - 5くじ目 ゆめをかなえてみよう。9点